# Oenosaurus muehlheimensis
Oenosaurus muehlheimensis (Rauhut et al., 2012) è un rettile estinto, appartenente ai rincocefali. Visse nel Giurassico superiore (Titoniano, circa 150 milioni di anni fa) e i suoi resti fossili sono stati ritrovati in Germania.

## Descrizione
Questo animale è noto per un cranio fossile, che ha permesso di riconoscere un piccolo rappresentante del gruppo dei rincocefali. Oenosaurus possedeva un cranio robusto, lungo circa 26 millimetri e largo 28 millimetri, di forma pressoché triangolare se visto dall'alto e di aspetto simile a quello degli altri rincocefali. La peculiarità di questo animale era data dalla dentatura, unica fra tutti i tetrapodi. Essa consisteva in due massicce piastre dentarie a crescita continua, presenti sia nella mascella che nella mandibola, costituite da minuscoli elementi tubolari vicinissimi fra loro, sostanzialmente fusi insieme e costituiti a loro volta da livelli concentrici di dentina. 

## Paleobiologia
L'unicità della dentatura di Oenosaurus rende difficile ipotizzare lo stile di vita di questo animale. È possibile che si nutrisse di molluschi, dei quali frantumava il guscio grazie alle piastre dentarie. 

## Tassonomia
Oenosaurus venne descritto per la prima volta nel 2012, sulla base di un fossile ritrovato nella formazione Mörnsheim, in Baviera (Germania meridionale). La formazione è immediatamente successiva a quella del ben noto giacimento di Solnhofen. Oenosaurus è un membro dei rincocefali, come si denota grazie ad alcune caratteristiche del cranio (ad esempio un alto processo coronoide nella mandibola, un processo dell'osso dentale che si estende posteriormente al processo coronoide e un grande forame mandibolare). Un'analisi cladistica effettuata nello studio del 2012 indica che Oenosaurus, nonostante le peculiarità dentarie, potrebbe essere vicino alla forma attuale Sphenodon, e strettamente imparentato ad altri rincocefali estinti come Zapatodon e Cynosphenodon.